# مايكل أناكليريو
مايكل أناكليريو (بالإيطالية: Michele Anaclerio)‏ (15 مايو 1982 بباري في إيطاليا - ) هو لاعب كرة قدم إيطالي في مركز الدفاع. شارك مع منتخب إيطاليا تحت 21 سنة لكرة القدم. أما مع النوادي، فقد لعب مع نادي باري ونادي بياتشينزا ونادي بينيفينتو ونادي فيتشينزا وAS Bisceglie Calcio 1913 ‏ ولانشانو كالتشيو 1920 ‏.

## وصلات خارجية
- مايكل أناكليريو على موقع قاعدة بيانات كرة القدم.إي يو (الإنجليزية)
- Anaclerio/ مايكل أناكليريو على موقع عالم كرة القدم.نت (الإنجليزية)